# Munkáskizárás
A munkáskizárás, a dolgozók munkahelyről való kizárása (nemzetközileg elterjedt angol szakszóval: lockout) a munkaügyi viták munkáltatók általi megoldásának egyik drasztikus módszere, amikor a munkavállalókat kizárják a munkavégzésből, az üzem területéről. Ez tehát gyakorlatilag a munkavállalók által alkalmazott sztrájk fordítottja. Az intézkedés célja általában az, hogy a munkavállalókra rákényszerítsék a munkáltatók által megszabott feltételek elfogadását.

## Példák

### Egyesült Államok
Az Amerikai Egyesült Államokban történelmileg a munkáltatók inkább hajlottak sztrájkok kiprovokálására, mint az alkalmazottak kitiltására, mert munkajogilag így kedvezőbb helyzetbe kerültek. A munkavállalók viszont inkább a munkalassítás (a kissé elavult népszerű magyar kifejezés szerint „amerikázás”) módszeréhez folyamodtak sztrájk helyett, hogy elkerüljék a számukra hátrányos következményeket. Ez ellen a munkáltatóknak általában a munkahelyről való kitiltást kellett alkalmazniuk.
A „lockout” egy klasszikus esetére még 1892-ben került sor, amikor több bércsökkentés után a Homestead Steel Mill vállalat szakszervezete sztrájkot hirdetett. A tulajdonos válaszul lezárta a gyár kapuit.
Az utóbbi évtizedekben számos ilyen intézkedésre került sor az amerikai profi sportban, nevezetesen a  Major League Baseball, a National Basketball Association és a National Hockey League játékosait zárták ki a csapattulajdonosok egy-egy időszakra a túlzottnak ítélt anyagi követeléseik miatt. 2012-ben olyan munkavitára került sor, amelynek nyomán csak a játékvezetőket zárták ki a bajnokságból, de a játékosokat nem.
2016 szeptemberében a Long Island University lett az első felsőoktatási intézmény, amely ilyen módszert alkalmazott oktatói ellen.

### Magyarország
2016 októberében a Népszabadság tulajdonosa, a Mediaworks Zrt. váratlanul kitiltotta a lap munkatársait a munkahelyükről, gazdasági okok miatti átszervezés szükségességére hivatkozva. Mind a nyomtatott, mind az online sajtótermék készítése azonnal leállt, a dolgozóik személyes holmijukért sem mehettek be munkahelyükre. A magyar és a nemzetközi sajtó túlnyomó része a kormány politikai szándékait sejtette az intézkedés mögött.

## Fordítás
- Ez a szócikk részben vagy egészben a Lockout (industry) című angol Wikipédia-szócikk ezen változatának fordításán alapul.  Az eredeti cikk szerkesztőit annak laptörténete sorolja fel. Ez a jelzés csupán a megfogalmazás eredetét és a szerzői jogokat jelzi, nem szolgál a cikkben szereplő információk forrásmegjelöléseként.